# Francisco García Romero
Francisco García Romero (Cáceres de la Extremadura leonesa, España, 1559 – Buenos Aires, gobernación del Río de la Plata, después de 1630) fue un hidalgo, militar, conquistador, funcionario y gobernante español durante la colonización sudamericana, por haber ocupado diversos puestos en varios cabildos coloniales rioplatenses y que fuera asignado como alcalde ordinario de las ciudades de Concepción de Buena Esperanza y de Buenos Aires, además de ocupar el cargo de teniente de gobernador de Concepción del Bermejo y justicia mayor desde 1592 hasta 1603.

## Biografía hasta la conquista del Chaco Austral

### Origen familiar y primeros años
Francisco García Romero había nacido en el año 1559, en la villa de Cáceres de la comunidad de villa y tierra homónima de la Extremadura del Reino de León, que formaba parte de la Corona de España. Era un hijo de Francisco García Moroto (n. ca. 1529) y de su esposa Inés Martín Romero (n. ca. 1539).

### Viaje a la Sudamérica española
García Romero como caballero hidalgo, conquistador y funcionario pasó a la Sudamérica española en 1583 con la expedición de Alonso de Vera y Aragón el Tupí para avecindarse en Asunción del Paraguay.

## Teniente de gobernador de Concepción del Bermejo

### Vecino fundador de Concepción de Buena Esperanza

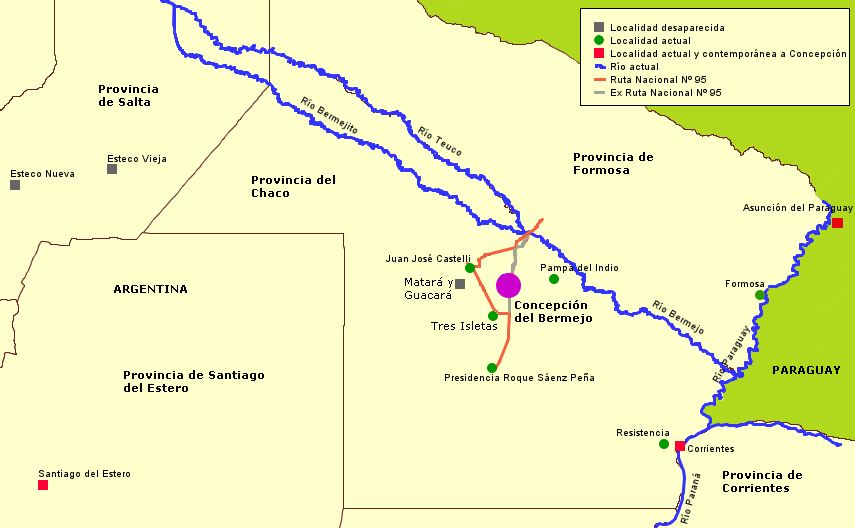
Mapa de Concepción del Bermejo con su tenencia de gobierno homónima (con división política actual).

Asistió al incipiente primer teniente de gobernador Alonso de Vera y Aragón y Calderón en 1585, en la fundación de la ciudad de Concepción de Buena Esperanza, ubicada en el Chaco Austral de la gobernación del Río de la Plata y del Paraguay.
Pero como en dicho territorio se habían adjudicado en 1584 dos encomiendas a vecinos de la tenencia de gobierno de Talavera de Esteco durante el mandato de Francisco de Benavente, que a su vez dependía de la gobernación del Tucumán, se las anexionó a ambas con todo su territorio a la nueva tenencia de gobierno de Concepción del Bermejo.
Una de las encomiendas, a las cuales se llegaba desde Esteco a través de la senda macomita, era la de Matará cuyo encomendero era el general español Hernán Mejía de Mirabal, que había sido teniente de gobernador de Santiago del Estero en 1577 a 1579 y desde este año como teniente de gobernador general de Córdoba hasta 1580, ambas también de la jurisdicción tucumana.
La otra encomienda era la vecina Guacará que estaba dividida entre dos militares propietarios, uno era el capitán portugués Domingo Díaz Moreno y Pérez Cerqueyra, que estaba al servicio del Imperio español, y el otro era su futuro consuegro el capitán mestizo hispano-inca Antón Martín de Don Benito y Yupanqui.

### Alcalde y teniente de gobernador de Concepción

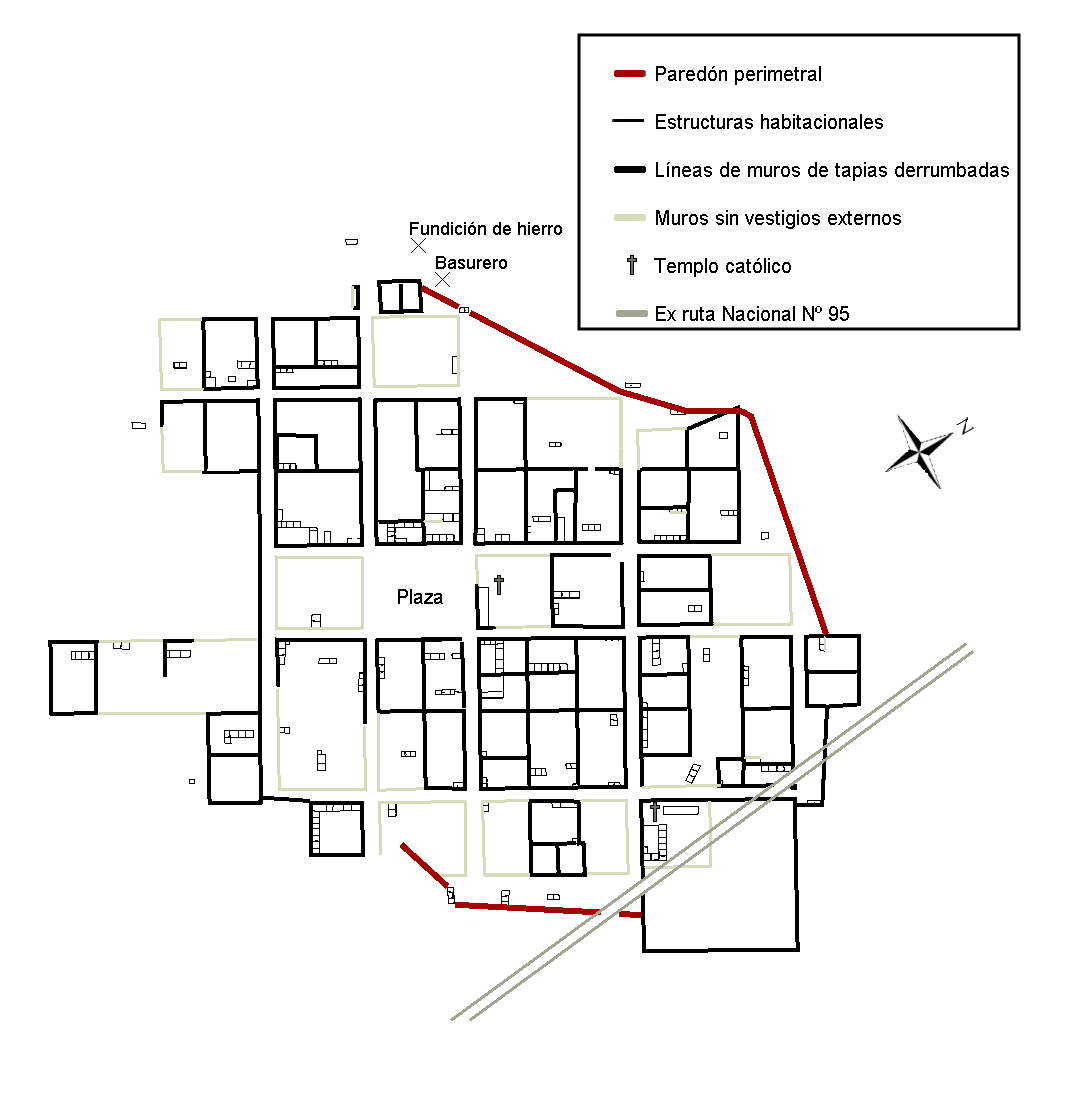
Plano de Concepción del Bermejo.

Posteriormente Francisco García Romero volvió a la ciudad de Asunción del Paraguay para casarse con Mariana González de Santa Cruz en 1587.
Muy probablemente con el capitán Don Benito Yupanqui y el capitán Díaz Moreno ya nombrados, acompañaron al nuevo teniente de gobernador Alonso el Tupí y a su lugarteniente Hernando Arias de Saavedra, para contribuir en erigir a la nueva ciudad de Corrientes en 1588 junto a su fundador, el adelantado Juan Torres de Vera y Aragón que se había casado con la mestiza hispano-inca Juana Ortiz de Zárate y Yupanqui, la cual era sobrina nieta segunda del citado capitán Don Benito.
Al poco tiempo con su esposa se fueron a residir a la nueva ciudad de Concepción de Buena Esperanza, en donde fue elegido alcalde ordinario de primer voto hacia 1589.
Desde 1592 hasta 1603 fue elegido como teniente de gobernador de Concepción del Bermejo y justicia mayor.
Posteriormente García Romero comenzó a hacer viajes de venta de leña de los bosques chaqueños, hasta que se le prohibió bajo pena de incautársela con las carretas.
En el año 1607, debido a las continuas incursiones de los guaycurúes, se mudó con su familia a la ciudad de Buenos Aires después de comprarse una casa, y una vez que se avecindó en la capital de la gobernación fue nombrado regidor del Cabildo de Buenos Aires en 1610 y en 1612, además de ser fiel ejecutor en este último año, para ser nuevamente nombrado regidor del cabildo en 1614.

## Alcalde de primer y segundo voto de Buenos Aires y deceso

### Cabildante y alcalde de segundo voto
Al año siguiente fue asignado en el cargo de alcalde de segundo voto y alférez real, ambos puestos desde el 1.º de enero de 1615, siendo el de primer voto el capitán Víctor Casco de Mendoza.

### Alcalde de primer voto de Buenos Aires
También fue fiador desde 1615, nuevamente regidor en 1617, procurador general en 1618, siendo su predecesor el médico Francisco Bernardo Jijón en 1617, y el sucesor el capitán Alonso Agreda de Vergara en 1619.
Volvió a ser nombrado alcalde ordinario en 1619, pero esta vez de primer voto, siendo el de segundo voto Sebastián de Orduña Mondragón. En el año 1627 volvería a ser nombrado alcalde de segundo voto.

### Fallecimiento
Finalmente el funcionario colonial Francisco García Romero fallecería después de 1630 en la ciudad de Buenos Aires, capital de la gobernación del Río de la Plata que fuera a su vez una entidad autónoma del Virreinato del Perú.

## Matrimonio y descendencia
El capitán Francisco García Romero se unió en matrimonio en 1587 en la ciudad de Asunción con Mariana González de Santa Cruz (Asunción, ca. 1570-Buenos Aires, 9 de agosto de 1635), siendo una hermana, entre otros diez, de Francisco González de Santa Cruz que fuera gobernador interino del Río de la Plata y del Paraguay en 1613, y del jesuita Roque González de Santa Cruz, e hijos del hidalgo y escribano Bartolomé González de Villaverde y de su cónyuge María de Santa Cruz. El 18 de febrero de 1589 García Romero otorgó en Asunción carta de dote y recibo de ella por una cifra de $ 12.736 (o bien 101.888 reales). Mariana testó en Buenos Aires el 16 de agosto de 1623 y sus restos fueron sepultados en el convento de San Francisco.
De dicho enlace hubo por lo menos cuatro hijas:
- Francisca de Santa Cruz y Romero[18] (n. Concepción del Bermejo, ca. 1590) que se casó con Juan Montes de Oca.[18]
- Ana Romero de Santa Cruz[19] (n. ib., ca. 1600) que se casó el 29 de abril de 1629 con el general luso-brasileño Amador Báez de Alpoin, teniente de gobernador de Corrientes en 1630 y de 1646 a 1648, un hijo de los azorano-portugueses Amador Vaz de Alpoim y de su esposa Margarita Cabral de Melo Coutinho e Carvalho.[19] Fueron los padres entre otros del capitán Juan Báez de Alpoin,[19][20] alcalde de Buenos Aires,[21] que se enlazó en 1676 con Sabina Jacinta de Lavayén y Tapia de Vargas,[19][20] abadesa de la Venerable Orden Tercera de Buenos Aires (V.O.T) desde 1728, y tuvieron a Juana María Báez de Alpoin que al casarse con el contador vasco-español Diego de Sorarte Andonaegui (n. Deva de Guipúzcoa, ca. 1673), abad de la V.O.T desde 1740, concibieron a Sabina Gregoria Josefa de Sorarte Andonaegui y Báez de Alpoin[20] que se matrimoniaría con el capitán Francisco Pérez de Saravia, teniente de gobernador de Yapeyú (1771-1774).[22][23]
- Inés Romero de Santa Cruz (n. ib., ca. 1604) que se casó con Enrique Enríquez de Guzmán.[18][24]
- María Romero de Santa Cruz[3][25] (n. Concepción del Bermejo,[11] ca. 1606) que se casó con el capitán Julián Flores[25] que se había avecindado en la ciudad de Concepción del Bermejo[18] y luego en Buenos Aires. Tuvieron por lo menos una hija llamada Isabel Flores de Santa Cruz.[25] Al enviudar, María se volvería a casar con Juan Mena de Altamirano.[11]